# Portrait d'un homme (Raphaël, 1502-1504)
Le Portrait d'un homme est une peinture à l'huile sur bois (47 × 37 cm), datant de 1502-1504 environ, du peintre Raphaël, conservée au Liechtenstein Museum à Vienne.

## Histoire
L'identification du sujet est liée à une inscription figurant sur le verso du tableau : « Galleria del marchese Bovio in Bologna in strada Santo Stefano. Ritratto d'un duca d'Urbino di I maniera di Raf.o Sanzio Urbino ».
L'inscription ne fait pas l'unanimité parmi les historiens d'art : Giovanni Battista Cavalcaselle d'abord la refusa puis l'accepta avec réserves en admettant l'influence de Francesco Francia auquel il avait attribué l'œuvre.
Adolfo Venturi rejette l'attribution traditionnelle tandis que Filippini la confirma (1925), en admettant une probable intervention de Francesco Francia vers l'an 1506 quand Raphaël se trouvait probablement à Bologne. L'attribution à Raphaël est acceptée par Bernard Berenson, Roberto Longhi et Ettore Camesasca (pt).
En ce qui concerne le personnage, le nom de Guidobaldo a été prononcé pour la première fois par Filippini, reprenant l'information sur l'existence d'un portrait du Duc dans une lettre de Pietro Bembo au cardinal Bibbiena et une mention de Baldi.
Actuellement les historiens rapprochent cette information du  portrait de Guidobaldo de Montefeltro conservé à la Galerie des Offices de Florence.
La datation est liée à celle de la Résurrection du Christ   (Musée d'Art de São Paulo), qui présente une coloration semblable de tons froids bleu et vert.

## Description
Le personnage est représenté  en buste, de trois-quarts regardant le spectateur, portant un chapeau noir couvrant une chevelure abondante et crépue, un manteau noir ouvert à revers  rouges, une pourpoint rouge avec des bords noirs, croisé et lié à la taille, une chemise verte avec fermeture à boutons à liseré blanc au collet.
Sur le fond, un parapet coupe, très haut, le paysage constitué de collines se perdant aux bords d'une vallée fluviale (où nagent deux canards), avec des arbrisseaux et des constructions médiévales dont une église et son clocher.

## Analyse
La peinture rappelle le style des portraitistes flamands comme Hans Memling, aussi bien dans la composition générale que dans les édifices du décor.
La composante atmosphérique, les tonalités chaudes des couleurs et la composition renvoient à l'école italienne, particulièrement aux influences vénitiennes de l'école du Pérugin.

## Sources
- (it) Cet article est partiellement ou en totalité issu de l’article de Wikipédia en italien intitulé « Ritratto virile del Liechtenstein » (voir la liste des auteurs).